# Nera (Indiguirka)
Pour les articles homonymes, voir Nera.
La Nera (en russe : Не́ра, en iakoute : Ньара Nyara ) est une rivière de Russie, en Sibérie, dans la République de Sakha, affluent de rive droite de l'Indiguirka.
Elle est formée par la confluence des rivières Delyankir et Khujakh, et est gelée d'octobre à fin mai-début juin.

## Géographie

### Cours du fleuve
La Nera naît à la confluence des rivières Delyankir et Khujakh, au niveau de Delyankir (en), à la frontière en la Yakoutie et l'oblast de Magadan. La Nera coule dans une vallée large de 1km à 5km. La rivière reçoit les eaux de nombreux affluents avant de se jeter dans l'Indiguirka au nord d'Oust-Nera. La route R504 Kolyma longe la rivière. L'Artyk se jette dans la Nera au niveau du village d'Artyk (en).

### Affluents
- Khujakh (rg[note 1]), 108 km
- Delyankir (rd), 135 km
- Artyk (rd), 141 km
- Antagachan (rd), 113 km